# Herissantia trichoda
Herissantia trichoda är en malvaväxtart som först beskrevs av A. Richard, och fick sitt nu gällande namn av P.A. Fryxell. Herissantia trichoda ingår i släktet Herissantia och familjen malvaväxter. Inga underarter finns listade i Catalogue of Life.